# Zacatepec, Morelos
Zacatepec är en ort i Mexiko.   Den ligger i kommunen Zacatepec och delstaten Morelos, i den sydöstra delen av landet, 90 km söder om huvudstaden Mexico City. Zacatepec ligger 921 meter över havet och antalet invånare är 21 533.
Terrängen runt Zacatepec är platt åt nordväst, men åt sydost är den kuperad. Runt Zacatepec är det tätbefolkat, med 591 invånare per kvadratkilometer. Zacatepec är det största samhället i trakten. Omgivningarna runt Zacatepec är en mosaik av jordbruksmark och naturlig växtlighet.